# Британская Западная Африка

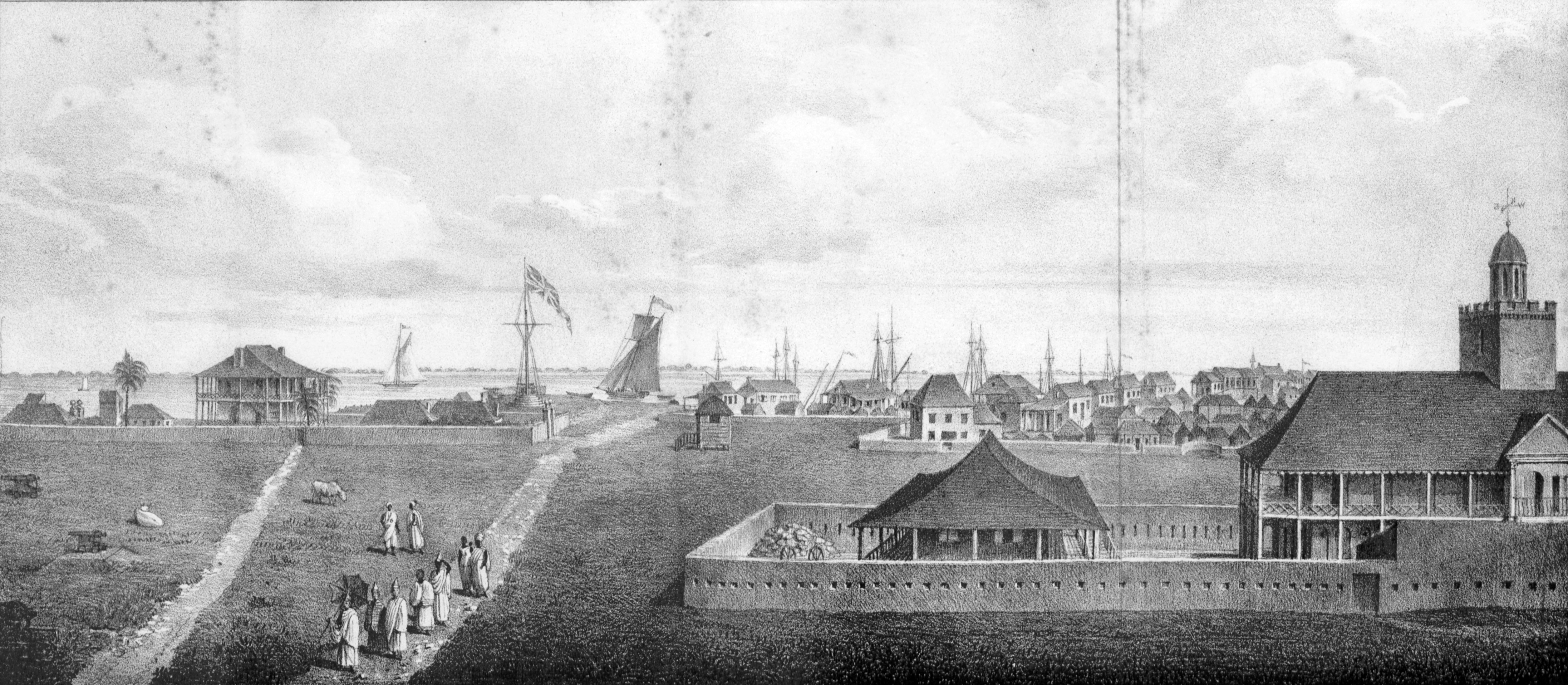
Банжул на рисунке 1824 года.

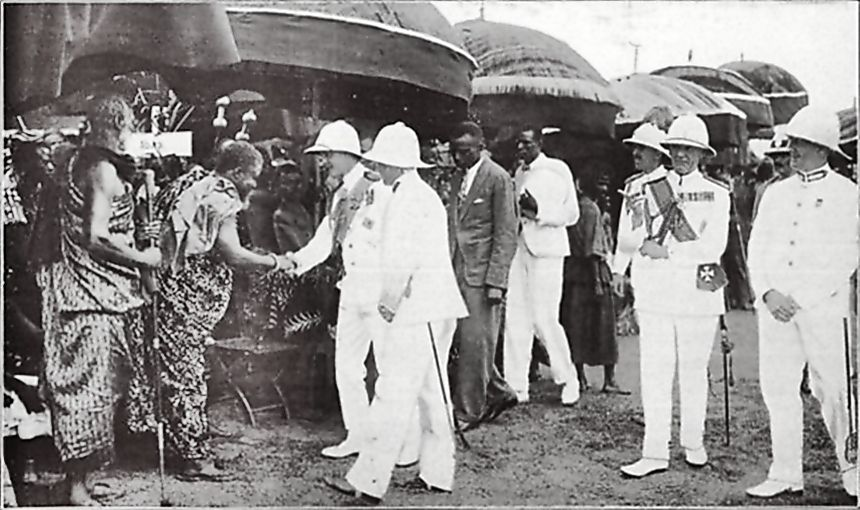
Отоо Абабио II, оманхен из Абура, на встрече с принцем Уэльским, Аккра,Золотой Берег, 1925 год.

Британская Западная Африка — обобщённое название британских колоний в Западной Африке во время колониального периода, как в общем географическом смысле, так и, более определённо, в виде формальной колониальной административной единицы. Соединённое Королевство колонизировало эти территории в течение периода с конца 1780-х до 1960-х.

## Историческая юрисдикция
Британская Западная Африка или британские западноафриканские колонии, возникшие во время двух периодов (17 октября 1821 до её первого роспуска 13 января 1850 и снова 19 февраля 1866 до её заключительной сдачи в аренду 24 ноября 1888) административное юридическое лицо при главном губернаторе (сопоставимый в разряде Генерал-губернатору), офис, наделяемый в губернаторе Сьерра-Леоне (во Фритауне).
Колонии были созданы главным образом для того, чтобы помочь усилиям Подразделения Западной Африки Королевского флота, а не вследствие каких-либо других экспансионистских или экономических причин. Создание новых угольных шахт и складов обеспечило рост рабочих мест (которые были рассчитаны в основном на местное население), и постепенно деревни, расширяясь, превращались в новые города.
Другими колониями, первоначально включёнными в юрисдикцию, были Гамбия и Золотой Берег (современная Гана). Начиная с воссоздания в 1866 в эти колонии была включена Лагосская территория.

## Последствие
Даже после её заключительного распада единая валюта, британский западноафриканский фунт, была действительной во всём регионе — включая Нигерию — с 1907 до 1962.
В 1960 Нигерия и Сьерра-Леоне получили независимость, в 1965 — Гамбия. В 1954 Великобритания учредила самоуправление в Золотом Береге, а в 1957 Золотой Берег стал независимым государством под именем Гана.